# Велика Ровиница
Велика Ровиница (рум. Rovinița Mare) насеље је у Румунији у округу Тимиш у општини Дента. Oпштина се налази на надморској висини од 96 m.

## Прошлост
По "Румунској енциклопедији" место се први пут помиње као "Хумур" 1288. године. Пописано је ту 1717. године 60 кућа. Од 1779. године креће колонизација Немаца. Касније у 19. веку стижу и мађарски колонисти.
Омор је 1764. године православна парохија у Гиладском протопрезвирату.
Аустријски царски ревизор Ерлер је 1774. године констатовао да место "Омор" припада Јаручком округу и Чаковачком дистрикту. Становништво је измешано српско и влашко. Када је 1797. године пописан православни клир ту су била три свештеника. Поповићи, парох поп Исак (рукоп. 1767) и ђакон Николај (1792) знали су само румунски језик. Само је парох поп Јован Субић (1789) говорио српским и румунским језиком.

## Становништво
Према подацима из 2021. године у насељу је живело 337 становника.

### Попис2002.
| Расподела становништва по националности 2002.‍ | Расподела становништва по националности 2002.‍ | Расподела становништва по националности 2002.‍ | Расподела становништва по националности 2002.‍ | Расподела становништва по националности 2002.‍ |
| --------------------------------------------- | --------------------------------------------- | --------------------------------------------- | --------------------------------------------- | --------------------------------------------- |
|                                               |                                               |                                               |                                               |                                               |
| Румуни                                        | Румуни                                        |                                               | 216                                           | 56,4%                                         |
| Мађари                                        | Мађари                                        |                                               | 150                                           | 39,2%                                         |
| Украјинци                                     | Украјинци                                     |                                               | 17                                            | 4,4%                                          |